# Наташа Пирц Мусар
Наташа Пирц Мусар (на словенски: Nataša Pirc Musar) е словенски политик, юристка и журналистка.
Родена е на 9 май 1968 година в Любляна. Завършва право в Люблянския университет, след което работи като телевизионен журналист. През 2004 – 2014 година е член на словенската комисия за достъп до обществена информация, а през 2012 – 2014 година е и председател на надзорния съвет на „Европол“. След това има частна адвокатска практика, сред клиентите ѝ са известни политици от партията „Социални демократи“ и съпругата на американския президент Мелания Тръмп. През 2015 година защитава докторат по право във Виенския университет.
От 23 декември 2022 година Наташа Пирц Мусар е президент на Словения, избрана като независим кандидат, подкрепян от малки леви партии.